# 中二站
中二站（：／ Chung'i yŏk */?）是朝鮮民主主義人民共和國平壤直辖市龙城区域的一個鐵路車站，属于平罗线。

## 历史
- 1965年6月10日，开通使用。

## 邻近车站
平罗线
間站 - 中二站 - 东北里站